# اچ‌ام‌اس نپتون (۱۹۰۹)
اچ‌ام‌اس نپتون (۱۹۰۹) (به انگلیسی: HMS Neptune (1909)) یک کشتی بود که طول آن ۵۴۶ فوت (۱۶۶ متر) بود. این کشتی در سال ۱۹۰۹ ساخته شد.